# Christos Giousis
Christos Giousis (Volos, 8 februari 1999) is een Grieks-Albanees voetballer die bij voorkeur als aanvallende middenvelder speelt. Hij tekende in juli 2024 een contract bij Karmiotissa FC.
Giousis begon zijn loopbaan in eigen land bij AEK Athene. Bij deze club wist hij nooit echt door te breken in het eerste elftal en hij werd verhuurd aan achtereenvolgend Platanias en Panachaiki. In het seizoen 2021/22 kwam hij met het B-elftal van AEK Athene uit in de Super League 2. In augustus 2022 verhuisde hij naar Nederland en tekende hij een tweejarig contract bij Eerstedivisionist Telstar. Na twee seizoenen in Velsen-Zuid vervolgde Giousis medio 2024 zijn voetballoopbaan op Cyprus bij Karmiotissa FC. Medio 2025 keerde Giousis terug naar zijn geboorteland, doordat AE Larissa hem voor de jaargang 2025/26 op huurbasis contracteerde.

## Clubcarrière

### Beginjaren en ontwikkeling
Giousis werd op 8 februari 1999 geboren in Volos, een Griekse stad gelegen aan de Egeïsche Zee. Hij begon zijn profloopbaan in de jeugdopleiding van AEK Athene. In het seizoen 2017/18 was hij succesvol bij de onder 19 en scoorde hij maarliefst 18 doelpunten in 22 wedstrijden. Het leverde hem een tweede plek op in de topscorerslijst, achter Dimitrios Emmanouilidis.  
Giousis goede spel in het jeugdteam bleef niet onopgemerkt bij Manolo Jiménez, coach van het eerste elftal. De Spanjaard beloonde de ontwikkeling van de Griekse voorhoedespeler en liet hem 30 november 2017 debuteren in het eerste elftal. Dit gebeurde in een bekerwedstrijd tegen tweedeklasser Kallithea. Giousis betaalde het vertrouwen van de trainer gelijk uit. Dankzij twee goals van de destijds 18-jarige buitenspeler won AEK Athene met 3-2 van zijn opponent. Twee weken later volgde ook zijn competitiedebuut, toen hij mocht invallen in een wedstrijd tegen PAE Kerkyra (3-1 winst). Met deze twaalf minuten speeltijd had Giousis een minimale bijdrage in het landskampioenschap van AEK Athene dat seizoen. De Griekse topploeg zou dat seizoen ook de bekerfinale halen. Giousis werd opgenomen in de selectie, maar moest vanaf de bank toekijken hoe zijn ploeg 2-0 tenonder ging tegen PAOK Saloniki.
In 2018 mocht Giousis met de onder 19 deelnemen aan de UEFA Youth League 2018/19, doordat de hoofdmacht zich als landskampioen voor de UEFA Champions League had geplaatst. Op het toernooi speelde de Griek mee in de wedstrijden tegen Benfica onder 19 en Bayern München onder 19, maar kon niet voorkomen dat zijn ploeg in de groepsfase werd uitgeschakeld. Zijn invloed in het eerste elftal bleef, net als in het voorgaande jaar, zeer beperkt. Hij kwam in de competitie slechts vier minuten in actie en speelde in drie bekerduels mee. AEK Athene haalde wederom de bekerfinale. Wederom was de tegenstander PAOK Saloniki en wederom moest Giousis vanaf de bank toekijken hoe zijn ploeg ten onder ging (1-0 verlies).

### Verhuurperiode aan Platanias
In het seizoen 2019/20 kreeg de eerste ploeg van AEK Athene in de persoon van Miguel Cardoso een nieuwe trainer, maar Giousis kwam nauwelijks in de plannen voor van de Portugees. De buitenspeler werd vervolgens op 31 januari 2020 voor het restant van het seizoen verhuurd aan tweedeklasser Platanias, samen met ploeggenoot Paris Babis. Drie dagen later volgde al zijn debuut, toen Giousis in de basis mocht starten in een wedstrijd tegen Apollon Pontou. Giousis speelde alle resterende wedstrijden dat seizoen mee, totdat op 13 maart besloten werd om de competitie stop te zetten als gevolg van de coronapandemie. Hierop keerde hij weer terug naar Athene.

### Verhuurperiode aan Panachaiki
Op 5 oktober 2020 verhuisde Giousis op huurbasis naar Panachaiki. Hij was een van de maarliefst negentien zomeraanwinsten van de Griekse ploeg, die uitkwam op het tweede niveau. Als flankaanvaller moest Giousis de concurrentiestrijd aangaan met Giannis Skepetaris, die overkwam van Thyella Patron. Vanwege de coronapandemie startte de competitie pas in januari. Giousis kwam dat seizoen in de reguliere competitie alle tweeëntwintig wedstrijden in actie, maar kon niet voorkomen dat zijn ploeg één punt tekort kwam om in de bovenste helft, en dus de kampioensgroep te eindigen. Hierdoor speelde het de laatste vijf wedstrijden in de zogeheten 'Play Out'-groep om de degradanten te bepalen. Ook hierin speelde Giousis alles mee en was hij met een doelpunt en twee assist belangrijk in het slot van de competitie. Panachaiki eindigde ruim bovenaan in de play-out ronde. Desondanks schreef de ploeg zich uit van de Super League 2 voor het volgende seizoen omdat het de kosten niet meer kon ophoesten.

### AEK Athene B
Na een seizoen met veel speelminuten keerde Giousis andermaal terug naar Athene. Met ingang van het seizoen 2021/22 hadden Griekse ploegen de mogelijkheid een B-elftal in te schrijven om deel te nemen aan de Super League 2. AEK Athene had dit gedaan en zodoende werd Giousis voor het seizoen 2021/22 ingedeeld in het tweede elftal van de Griekse topploeg. Bij AEK Athene B kende de buitenspeler een goede eerste seizoenshelft, waarin hij tot zeven doelpunten en drie assist kwam. Argirios Giannikis, trainer van het eerste elftal, besloot dan ook om de aanvaller op te roepen voor de eerste wedstrijd van 2022, toen AEK Athene moest aantreden tegen PAS Lamia. Hij kwam echter niet in actie. Een paar weken later mocht Giousis wel minuten maken thuis tegen Volos NFC. Het bleef echter bij deze ene invalbeurt, ondanks dat hij goed bleef presteren in het reserve-elftal. Hij sloot het seizoen 2021/22 uiteindelijk af met 17 treffers voor AEK Athene B. Het elftal sloot haar debuutseizoen in de Super League 2 af op een verdienstelijke vijfde plaats.

### Telstar
In augustus 2022 tekende Giousis een tweejarig contract bij Telstar, destijds uitkomend in de Nederlandse Eerste divisie. AEK Athene was in de zomer tijdens de voorbereiding in Nederland en speelde een aantal oefenduels waaronder tegen FC Volendam. Giousis deed toen mee met het eerste team van AEK Athene. Tijdens die wedstrijden viel de aanvaller op bij Mike Snoei, de trainer van Telstar. De Griek was in zijn eerste seizoen een vaste waarde in de ploeg van Snoei. Hij miste sinds zijn komst enkel twee wedstrijden, wat het gevolg was van een schorsing. Telstar sloot het seizoen af op een negende plaats, één plek buiten de play-offs. In de voorbereiding van het seizoen 2023/24 liep de Griekse aanvaller een enkelblessure op, waardoor hij bijna de volledige eerste seizoenshelft vanaf de zijlijn moest toekijken. In de laatste wedstrijd voor de winterstop maakte hij zijn rentree, door in de slotfase in te vallen in het duel tegen VVV-Venlo. In de tweede seizoenshelft kwam hij vervolgens tot veertien competitieoptredens; zeven keer als basisspeler en zeven keer als invaller. Het seizoen werd afgesloten op een teleurstellende zeventiende plaats. 

### Karmiotissa FC
Giousis had bij Telstar aangegeven te willen vertrekken, waarop de club besloot de optie in zijn aflopende contract niet te lichten. Dusdoende werd de speler per 1 juli 2024 transfervrij en kon hij op zoek naar een nieuwe club. Giousis sloot vervolgens aan bij het Cypriotische Karmiotissa FC. Giousis was in Cyprus basisspeler. Ondanks negen treffers van de spits in de competitie degradeerde Karmiotissa op de laatste speeldag van het seizoen 2024/25 uit de hoogste divisie. 
Voor het seizoen 2025/26 keerde Giousis terug naar Griekenland, ware het op huurbasis.

## Interlandcarrière
Giousis vertegenwoordigde verscheidene Griekse jeugdelftallen. In mei 2019 maakte hij onder Antonios Nikopolidis zijn debuut in Griekenland onder 21 in een oefeninterland tegen Slovenië onder 21.

## Erelijst

### MetAEK Athene
| Nationaal    |    |         |
| Super League | 1× | 2017/18 |